# American Journal of Obstetrics and Gynecology
American Journal of Obstetrics and Gynecology ( AJOG) es una revista de obstetricia y ginecología, revisada por pares. Se le llama popularmente el "Diario Gris". Desde 1920, AJOG ha continuado el American Journal of Obstetrics and Diseases of Women and Children , que comenzó a publicarse en 1868. AJOG ha sido indexado en Medline desde 1965. Los editores en jefe actuales son Catherine Bradley, MD, MSCE y Roberto Romero. , MD, DMedSci.
Es la publicación oficial de las siguientes sociedades y asociaciones:
- Sociedad Americana de Ginecología y Obstetricia
- Asociación de Profesores de Ginecología y Obstetricia
- Asociación Central de Obstetras y Ginecólogos
- Sociedad de Obstetricia y Ginecología de la Costa del Pacífico
- Sociedad de Cirujanos Ginecológicos
- Sociedad de Medicina Materno Fetal
- South Atlantic Association of Obstetricians and Gynecologists (Florida, Georgia, North Carolina, South Carolina, Virginia, West Virginia).

La revista también publica artículos seleccionados de la reunión anual de la American Urogynecologic Society.

## Métricas de revista
2023
- Web of Science Group : 8.661
- Índice h de Google Scholar: 235
- Scopus: 5.925